# Té blanco

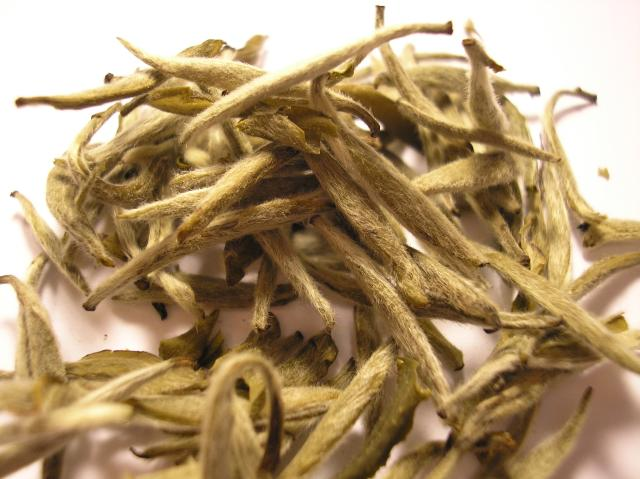
Hojas de té blanco Bai Hao Yinzhen.

El té blanco (en chino, 白茶; pinyin, báichá), original de China, es un té mínimamente procesado. El té blanco viene de delicadas yemas y hojas jóvenes de la planta Camellia sinensis, proveniente de la provincia china de Fujian. Estas yemas y hojas se dejan marchitar ligeramente en primer lugar, después se secan a los rayos del sol y son ligeramente procesadas para prevenir la oxidación. Esto preserva las características de su sabor.
A pesar de su nombre, el té blanco elaborado es de color amarillo pálido. Su nombre deriva de los finos pelos de color blanco plateado en los brotes sin abrir de la planta del té, que le dan a la planta un aspecto blanquecino.
Actualmente no existe una definición generalmente aceptada de té blanco y muy poco acuerdo internacional; algunas fuentes usan el término para referirse al té que simplemente se seca sin procesamiento adicional.  Sin embargo, la mayoría de las definiciones coinciden en que el té blanco no se enrolla ni se oxida, lo que da como resultado un sabor caracterizado como "más ligero" que la mayoría de los tés negros o tradicionales.

## Historia
El té blanco se originó en China; sin embargo, la historia del té blanco es controvertida y complicada. Encontrar una cita adecuada no es tarea fácil cuando se trata de tés chinos porque el conocimiento es en general transmitido de forma oral. Estudiosos y mercaderes generalmente divergen sobre cuando empezó la producción de té blanco (como es conocido actualmente en China). Lo que se sabe es que lo que se conoce hoy como té blanco fue creado en las últimas dos centurias. El té blanco apareció por primera vez en una publicación Inglesa en 1876, donde se lo categorizó como un  té negro porque no es cocido inicialmente como el té verde, para desactivar las enzimas y los microbios. Pero es sabido que para esta época Hanson solo identificaba, entre té negro y verde.
Cuando trabajamos libremente con las fuentes, se habla de que el té blanco es uno de los más viejos tipos de té por varias razones, a pesar de que los universitarios chinos apuntan en informes que el té más antiguo es el té conocido como "té rojo" y el té blanco es conspicuamente sacado del diálogo. Existen historias que parecen referir al té "blanco" como el preferido de la realeza China, y fue producido por primera vez durante la Dinastía Tang (618‒907 D.C.). Por algún tiempo, solo el emperador y sus intermediarios tuvieron acceso a esta bebida rara y costosa. De todos modos, este té "blanco" se producía de manera diferente al té de hoy. Ahora las hojas son comprimidas en prensados. Para 1200 D.C., alrededor de la Dinastía Song, las hojas y bulbos color blanco plata eran cocidos al vapor, secados, y molidos. Otra historia discute el modo de cosecha, en el que se dice que los bulbos son vírgenes y no deben ser aplastados por los dedos cuando son recolectados. Esta historia no se refiere al procesamiento del té blanco en si, sino a recolectar los bulbos sin dañarlos, ya que estos pueden ser usados para hacer seis tipos de té diferentes.
Hoy en día el té blanco se ha vuelto más accesible, también vendido como Pekoe punta de plata,  como nombre tradicional, o designado bajo el nombre de Blanco de China y Blanco de Fujian.

### Catequinas
El té blanco contiene grandes cantidades de catequinas. Este compuesto puede disminuir las placas arteroesclerósicas, reducir el riesgo de un accidente cerebrovascular, una insuficiencia cardíaca, la diabetes y la protección de la piel por un daño causado con radiación ultravioleta.[cita requerida]

## Producción
La producción de té blanco es simple comparada con la manufacturación de otros tés. El proceso principal en la producción de té blanco es la siguiente:
El té blanco pertenece al grupo de tés que no requiere paneo, rotación o sacudidas. Por consiguiente, producirlo ahorra muchas horas y trabajo. Sin embargo, la selección del material para el té blanco es extremadamente rigurosa; solo el desplume de hojas jóvenes con muchas vellosidades plateado-blanco puede producir un té blanco de calidad con muchos pekoe.

## Salud

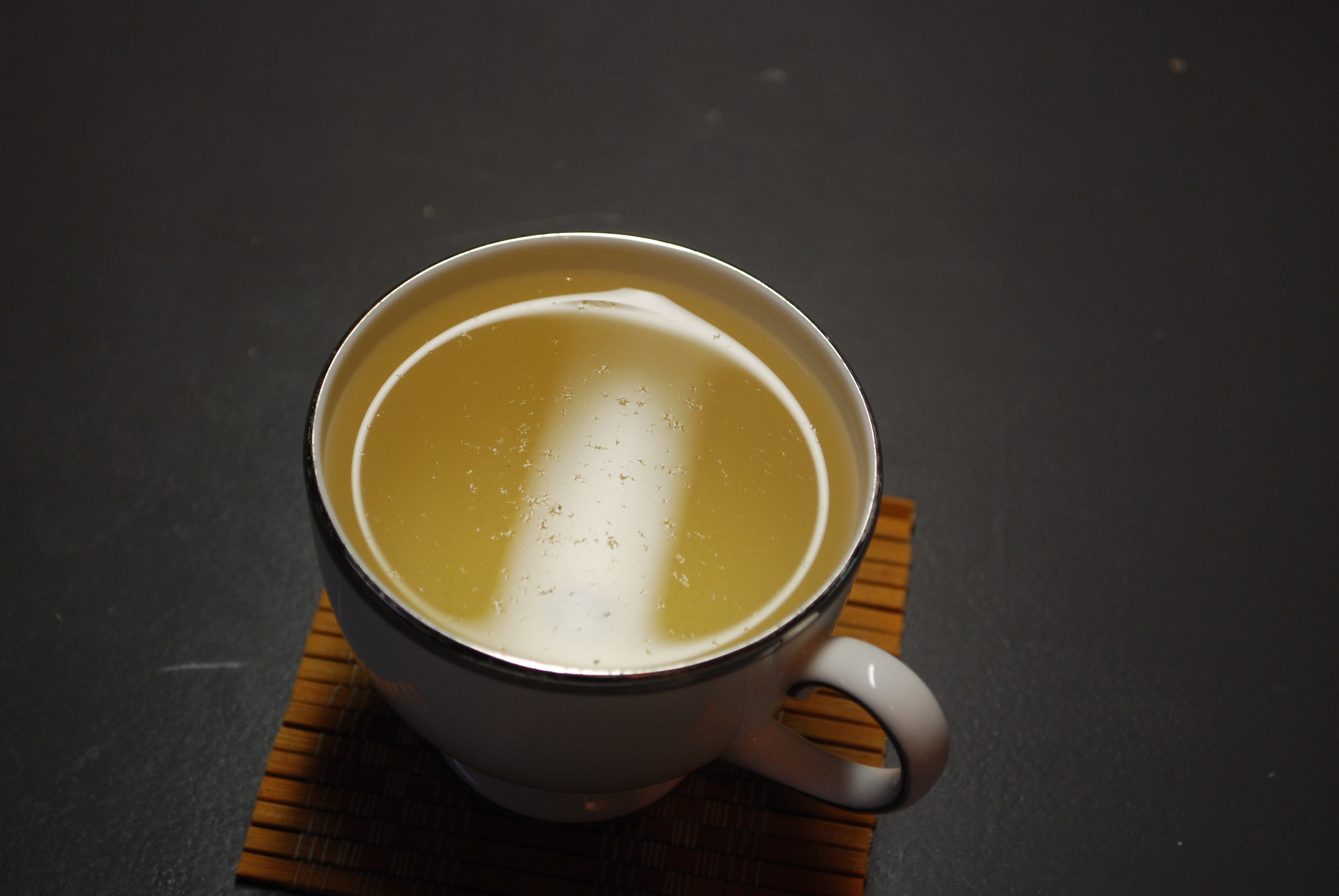
Los visibles pelillos blancos es una característica única del té Bai Hao Yinzhen.

Como el té negro y el té verde, el té blanco también deriva de la planta Camellia sinensis. Debido a esto, el té blanco comparte muchas de las mismas propiedades químicas y efectos a la salud del té. La particular cantidad de compuestos polifenolicos presentes en las variedades de té, desde un tipo de té blanco a otro, frecuentemente se superponen con los encontrados en el té verde. Esto se debe a la variación entre las cepas de Camellia sinensis, y también al proceso de preparación de la misma. Se ha demostrado que estos compuestos protegen al cuerpo contra ciertos tipos de cáncer in vitro e in vivo.
Mejora la función cardiovascular
Las catequinas, un grupo de Polifenoles Antioxidantes encontrados en el té blanco, se ha probado que reducen el colesterol, reducen la presión sanguínea, y mejoran las funciones de venas y arterias, reduciendo el riesgo de enfermedades cardiovasculares.
Antibacterianas y antivirales
El té blanco ha mostrado protección de animales contra ciertas bacterias patógenas, como la Salmonella tryphimurium. Los antioxidantes presentes en el té blanco pueden ayudar a fortalecer el sistema inmunitario, particularmente en animales y humanos inmunocomprometidos.

### Estudios
Un estudio de 1984 de la Pace University reveló que el extracto de té blanco puede ayudar a disminuir o ralentizar el crecimiento de virus y bacterias, reduciendo la incidencia en infecciones con el  estafilococo y el estreptococo, la neumonía, el crecimiento de hongos, la placa dental, e incluso el cáncer.